# Wyspa zaginionych okrętów (film)
Wyspa zaginionych okrętów (ros. Остров погибших кораблей) – radziecki film muzyczny z 1987 roku w reżyserii Jewgienija Ginzburga i Raufa Məmmədova oparty na motywach powieści Aleksandra Bielajewa o tej samej nazwie.

## Piosenki śpiewali
- Nikołaj Noskow (Akuła, Ach, jesli b nie lubow', Romantika)
- Łarisa Dolina (Moj wiernij mawr)
- Władimir Priesniakow (Prizraki)